# Лунарни календар
Лунарни календар је календар који је заснован на циклусима Месечевих мена. Једини чисто лунарни календар у масовној употреби је исламски календар, чија свака година има 12 лунарних месеци. Особина овакве, чисто лунарне године, је да није повезана са годишњим добима и клизи према ранијим соларним датумима око 11 или 12 дана годишње, враћајући се на исту позицију у односу на соларну годину сваких 33 или 34 исламске године. Овај календар се пре свега користи у верске сврхе, а у Сауди Арабији и у трговачке.
Пошто у соларној години има око 12 лунација (синодичких месеци), овај период од 354,367 дана неки називају лунарна година.

## Историја
Најранији познати лунарни календар је нађен у Ворен филду у Шкотској и датиран је на око 8.000 пне, током мезолитског периода. Он садржи 12 јама за које се верује да су у корелацији са фазама Месеца и да су кориштене као лунарни календар. Могуће је да је то најстарији лунарни календар до сада пронађен. Неки научници тврде да постоје лунарни календари који су још старији, Рапенглик у ознакама из око 17.000 година старе пећинске слике у Ласку и Марше у ознакама на око 27.000 година старом коштаном пендреку, али њихови налази остају контроверзни.

## Лунисоларни календари
Већина лунарних календара су заправо лунисоларни календари. То значи да календарски месеци одговарају Месечевим циклусима, али се повремено додају интеркаларни месеци како би се ови циклуси усагласили са соларном годином, тј. да би се за лунарни месец могло рећи да је „пролећни“, „летњи“ итд. Међу оваквим календарима су кинески, хебрејски и хинду календари, као и већина календарских система коришћених у антици. То потиче од тога што година није дељива тачним бројем лунација, па би без додавања интеркаларних месеци, годишња доба клизила сваке године. Зато је потребно да свака друга или трећа година има 13 месеци.
Неки су лунарни календари калибрисани годишњим природним догађајима који су под утицајем Месечевих циклуса, али и соларног циклуса. Такав је пример лунарног календара Банксових острва, који укључује три месеца у којима се јестиви зелени палоли скупљају на плажама. Ови се догађаји збивају током последње четврти лунарног месеца, јер је репродуктивни циклус палола синхронизован са Месецом.
Иако је грегоријански календар у народној и правној употреби, лунарни календари служе за одређивања традиционалних празника у многим деловима света укључујући Индију, Кину, Кореју, Јапан, Вијетнам и Непал. У ове празнике спадају рамазан, Дивали, кинеска Нова година, Тет (вијетнамска Нова година), средесенски фестивал/ћусеок и непалски самбат.

## Почетак лунарног месеца
Лунарни календари се разликују по томе којим даном почиње месец. У многим календарима (бар у неким периодима) то је одређено првим опажањем српа младог Месеца - нпр. нпр. некада у хебрејском или исламском. Са овога се може прећи на рачунско одређивање календара, у коме је календарски месец апроксимација астрономског циклуса (нпр. данашњи хебрејски календар). У кинеском календару, први дан је астрономски одређен конјункцијом Сунца и Месеца у кинеској часовној зони. Месец такође може почињати и пуним Месецом (север Индије).

## Дужина лунарног месеца
Трајање Месечеве орбите/циклуса варира око средње вредности и тешко је предвидети. Пошто су осматрања подложна неизвесности и временским условима, а астрономски методи врло сложени, било је покушаја да се створе утврђена аритметичка правила.
Просечна дужина синодичког месеца је 29,530589 дана (29 дана, 12 сати, 44 минута и 2,9 секунди). Ово значи да дужина месеци треба бити наизменично 29 и 30 дана (који се називају шупљи одн. пуни). Распоред шупљих и пуних месеци се може одредити коришћењем продужених разломака и испитивањем сукцесивних апроксимација за дужину месеца у односу на дужину дана. У доњем списку је у бројиоцу број дана, у имениоцу број месеци и после ког периода се јавља грешка од једног дана:
| Фракција  | Приближна девијација                                                  |
| --------- | --------------------------------------------------------------------- |
| 29/1      | 1 дан након око 2 месеца                                              |
| 30/1      | 1 дан након око 2 месеца                                              |
| 59/2      | 1 дан након око 2,6 година                                            |
| 443/15    | 1 дан након око 30 година                                             |
| 502/17    | 1 дан након око 70 година                                             |
| 945/32    | 1 дан након око 122 година                                            |
| 1447/49   | 1 дан након око 3 миленијума                                          |
| 25101/850 | Није прецизан услед мулти-миленијалне промене синодних дужина месеца. |

Ови разломци се могу употребити у конструкцији лунарних календара, или у комбинацији са соларним календаром како би се произвео лунисоларни календар. Исак Њутн је око 1700. предложио циклус од 49 месеци (онај са грешком од једног дана у 3000 година) као основу за алтернативно израчунавање дана Ускрса. Ићи на тачнију варијанту би вероватно било бесмислено, јер би у дугом временском периоду до израза дошла промена дужине синодичког месеца. Циклус од 360 месеци у табуларном исламском календару је 24×15 месеци скраћен за један дан.